# Heinrich Mark
Heinrich Mark (ur. 1 października 1911 w Krootuse, zm. 2 sierpnia 2004 w Sztokholmie, Szwecja), polityk estoński, prawnik, szef rządu emigracyjnego.

## Życiorys
Studiował prawo na uniwersytecie w Tartu. Pracował jako prawnik i nauczyciel. W 1940 startował w wyborach parlamentarnych, ale został skreślony z listy kandydatów. W 1943 wyjechał z zajętej przez ZSRR Estonii, najpierw do Finlandii, a w 1944 Szwecji, gdzie pozostał do końca życia. Włączył się w działalność emigracyjnych władz estońskich.
W latach 1951–1979 był sekretarzem generalnym Estońskiej Rady Narodowej. Wchodził w skład rządu pełniąc funkcję sekretarza stanu (1953–1971) oraz wicepremiera i ministra wojny pełniącego obowiązki szefa rządu (8 maja 1971 – 1 marca 1990). Przypadła mu rola p.o. premiera, ponieważ zgodnie z regulacjami przedwojennymi osoby formalnie kierujące emigracyjnym rządem występowały jako p.o. prezydenta (w tym okresie kolejno August Rei, Aleksander Warma i Tõnis Kint). 1 marca 1990 Mark został formalnie premierem i tym samym p.o. prezydenta na emigracji (kierowanie rządem przejął Enno Penno).
Heinrich Mark był ostatnim prezydentem Estonii na uchodźstwie i złożył urząd 8 października 1992 po wyborze w niepodległym państwie prezydenta Lennarta Meri. Niezależnie od tego część środowiska emigracyjnego nie uznała tej decyzji i argumentując pozostawaniem na terenie Estonii wielu Rosjan faktyczną kontynuację okupacji powołała inny ośrodek władzy za granicą, pod kierownictwem Mihkela Mathiesena.
Mark działał w wielu instytucjach estońskich na emigracji, był m.in. przewodniczącym, a następnie honorowym przewodniczącym Estońskiego Komitetu ds. Edukacji. Po 1992 zostało mu nadane honorowe członkostwo Estońskiego Towarzystwa Literackiego, Order Godła Republiki Estonii II klasy oraz honorowy doktorat praw uniwersytetu w Tartu.

## Odznaczenia
- Order Herbu Państwowego II klasy (1996)[1]